# Bracon nigridorsis
Bracon nigridorsis är en stekelart som beskrevs av Gaspard Auguste Brullé 1846. Bracon nigridorsis ingår i släktet Bracon och familjen bracksteklar. Inga underarter finns listade.